# Clausewitz Hall of Fame
Die Clausewitz Award Hall of Fame, später auch Charles S. Roberts Award Hall of Fame genannt, war einer der in den Vereinigten Staaten vergebenen Charles S. Roberts Awards. Sie ist nach Karl von Clausewitz benannt, dessen Theorien über Strategie, Taktik und Philosophie großen Einfluss auf die Entwicklung des Kriegswesens in allen westlichen Ländern hatten und die bis heute an Militärakademien gelehrt werden. Mit dem Preis wurden Autoren von strategischen Kriegsspielen (Wargames) ausgezeichnet, die nach Meinung der Stifter maßgeblich das Spielgeschehen um Strategiespiele und militärische Simulationen beeinflusst haben. Seit 2013 wird der Preis nicht mehr vergeben.

## Preisträger
- 1974 – Charles S. Roberts
- 1974 – Don Turnbull
- 1975 – Jim Dunnigan
- 1976 – Tom Shaw
- 1977 – Redmond A. Simonsen
- 1978 – John Hill
- 1979 – David Isby
- 1980 – Gary Gygax
- 1981 – Marc W. Miller
- 1982 – Steve Jackson
- 1983 – Dave Arneson
- 1984 – Frank Chadwick
- 1986 – Lou Zocchi
- 1987 – Richard Berg
- 1988 – Ty Bomba
- 1989 – Joseph Balkoski
- 1990 – Jack Greene
- 1991 – Mark Herman
- 1992 – Larry Hoffman
- 1993 – Dean Essig
- 1994 – Don Greenwood
- 1995 – Chris Perello
- 1996 – Ted Raicer
- 1997 – Dave Powell
- 1998 – Vance von Borries
- 1999 – nicht vergeben
- 2000 – Winston Hamilton
- 2001 – Joseph Miranda
- 2002 – Mark Simonitch
- 2003 – Kevin Zucker
- 2004 – JD Webster
- 2005 – nicht vergeben
- 2006 – nicht vergeben
- 2007 – nicht vergeben
- 2008 – nicht vergeben
- 2009 – John Butterfield
- 2010 – Richard Borg
- 2011 – Ed Wimble
- 2012 – Brian Youse